# 金諜行動
《金諜行動》（英語：In the Grey）是一部2025年美國動作驚悚片，由蓋·瑞奇編導，亨利·卡維爾、傑克·葛倫霍、艾莎·岡薩雷和羅莎蒙·派克主演。

## 演員
- 亨利·卡維爾
- 傑克·葛倫霍
- 艾莎·岡薩雷
- 卡洛斯·巴登（英语：Carlos Bardem）
- 費雪·史帝夫
- 羅莎蒙·派克

## 製作
2023年5月，宣布蓋·瑞奇將編劇和執導一部未定名的動作片，並由曾經與瑞奇合作過的亨利·卡維爾、傑克·葛倫霍和艾莎·岡薩雷主演，瑞奇、伊凡·艾金森（Ivan Atkinson）和約翰·哥特弗利德（John Friedberg）共同製片。2023年7月，該片獲得了臨時協議，允許演員們在2023年美國編劇協會大罷工期間進行拍攝。2023年10月，卡洛斯·巴登和費雪·史帝夫參演，獅門影業獲得了該片的美國發行權。
電影於2023年9月在加納利群島的特內里費島展開拍攝，並於10月底殺青。

## 發行
《金諜行動》在美國由獅門影業發行。本片原定2025年1月17日於美國上映，但因後期製作尚未完成，獅門將其從上映計劃撤下。

## 外部連結
- 互联网电影数据库（IMDb）上《金諜行動》的资料（英文）